# Berbice
Berbice è una regione della Guyana, conosciuta a volte come l'"antica contea". Il fiume Berbice vi passa attraverso. È una ex colonia olandese,  tanto che vi si parlava la lingua creola berbice, basata sull'olandese.

## Storia
Berbice venne colonizzata nel 1627 da Abraham van Peere. Qualche anno dopo la zona dell'attuale Suriname venne occupata da Lord Willoughby e Lawrence Hyde sotto approvazione del re inglese Carlo II.
Nel novembre 1712 Berbice venne occupata per breve tempo dai francesi di Baron de Mouans. Dal 27 febbraio 1781 al febbraio 1782 le forze britanniche occuparono Demerara, Essequibo e Berbice (amministrata dalle isole Barbados). Nel 1784 la zona ritornò agli olandesi.
Il 22 aprile 1796 gli inglesi occuparono il territorio. Il 27 marzo 1802 Berbice venne recuperata dalla repubblica batava. Nel 1803 gli inglesi ripresero il territorio nuovamente e nel 1814 diventò ufficialmente una colonia britannica, venendo poi ceduta dagli olandesi il 20 novembre 1815. Il 21 luglio 1831 Berbice fu unita ai territori di Demerara ed Essequibo per creare la Guiana britannica.